# Zárubka
Zárubka je vrchol dosahující nadmořské výšky 455 m n. m., ležící v Železných horách. Jižně od něj se rozkládala osada Ležáky, vypálená 24. června 1942 nacisty, kterou na úbočí Zárubky připomíná dřevěný kříž a pomníky. Tvořen je biotitickým migmatitem až hybridním granodioritem. Po jižním a východním úbočí je vedena zeleně značená turistická trasa, spojující Ležáky s Habrovčí.